# Фраскароло
Фраскароло (італ. Frascarolo) — муніципалітет в Італії, у регіоні Ломбардія, провінція Павія.
Фраскароло розташоване на відстані близько 470 км на північний захід від Рима, 65 км на південний захід від Мілана, 40 км на захід від Павії.
Населення — 1206 осіб (2014).

## Демографія
Населення за роками:

Станом на 1 січня 2023 року в муніципалітеті офіційно проживав 61 іноземець з 13 країн, серед них 27 громадян країн Євросоюзу та 4 громадяни України.

## Сусідні муніципалітети
- Бассіньяна
- Гамбарана
- Меде
- Суарді
- Торре-Беретті-е-Кастелларо
- Валенца